# Taekwondo-Weltmeisterschaften 1987
Die 8. Taekwondo-Weltmeisterschaft 1987 fand vom 7. bis 11. Oktober 1987 in der spanischen Stadt Barcelona statt. Austragungsort war der Palau Municipal d’Esports de Barcelona.
Insgesamt wurden 16 Wettbewerbe in unterschiedlichen Gewichtsklassen ausgetragen, jeweils acht für Männer und Frauen. 434 Athleten aus 62 Nationen, darunter 292 Männer und 142 Frauen, nahmen an den Wettbewerben teil. Wettbewerbe für Frauen wurden damit zum ersten Mal ausgetragen.

## Ergebnisse

### Männer
| Gewichtsklasse | Gold             | Silber            | Bronze              |
| -------------- | ---------------- | ----------------- | ------------------- |
| - 50 kg        | Lim Sung-wook    | Enrique Torroella | Dae Sung Lee        |
| - 50 kg        | Lim Sung-wook    | Enrique Torroella | Bidham Lama         |
| - 54 kg        | Kang Chang-mo    | Budi Setiawan     | Geremia Di Costanzo |
| - 54 kg        | Kang Chang-mo    | Budi Setiawan     | Bathily Younousse   |
| - 58 kg        | Yoo Myung-sik    | Sakir Bezcir      | Nuno Damaso         |
| - 58 kg        | Yoo Myung-sik    | Sakir Bezcir      | Alfo Dell'orso      |
| - 64 kg        | Lee Chian-hsiang | Luis Torner       | Mustafa Elmali      |
| - 64 kg        | Lee Chian-hsiang | Luis Torner       | Chris Spencer       |
| - 70 kg        | Yang Dae-seung   | Jesus Tortosa     | Steve Carpenter     |
| - 70 kg        | Yang Dae-seung   | Jesus Tortosa     | Georg Streif        |
| - 76 kg        | Jung Kuk-hyun    | John Wright       | Jay Warwick         |
| - 76 kg        | Jung Kuk-hyun    | John Wright       | Torsten Gernhardt   |
| - 83 kg        | Lee Gye-haeng    | Francisco Jimenez | Hebert Perez        |
| - 83 kg        | Lee Gye-haeng    | Francisco Jimenez | Ammar Sbeihi        |
| + 83 kg        | Michael Arndt    | Jimmy Kim         | Carmelo Medina      |
| + 83 kg        | Michael Arndt    | Jimmy Kim         | Mounir Boukrouh     |

### Frauen
| Gewichtsklasse | Gold           | Silber          | Bronze            |
| -------------- | -------------- | --------------- | ----------------- |
| - 43 kg        | Jang Eu-suk    | Monica Torres   | Maria Rosa Moreno |
| - 43 kg        | Jang Eu-suk    | Monica Torres   | Chin Yu-fang      |
| - 47 kg        | Pai Yun-yiao   | Lee Young       | Antonia Cayetano  |
| - 47 kg        | Pai Yun-yiao   | Lee Young       | Ginean Hatter     |
| - 51 kg        | Tennur Yerlisu | Josefina Lopez  | Magarita Ogarrio  |
| - 51 kg        | Tennur Yerlisu | Josefina Lopez  | Torng Ya-lin      |
| - 55 kg        | Kim So-young   | Kim Dotson      | Anna Christensen  |
| - 55 kg        | Kim So-young   | Kim Dotson      | Tan Zuleyhan      |
| - 60 kg        | Lee Eun-young  | Hsien Feng-lien | Brigitte Evanno   |
| - 60 kg        | Lee Eun-young  | Hsien Feng-lien | Elena Navaz       |
| - 65 kg        | Coral Bistuer  | Kim Jee-sook    | Tessa Gordon      |
| - 65 kg        | Coral Bistuer  | Kim Jee-sook    | Tang Huey Ting    |
| - 70 kg        | Mandy de Jongh | Wang Chin-yu    | Sharon Jewell     |
| - 70 kg        | Mandy de Jongh | Wang Chin-yu    | Angelika Biegger  |
| + 70 kg        | Lynette Love   | Liu Yi-ling     | Chang Yung-jung   |
| + 70 kg        | Lynette Love   | Liu Yi-ling     | Anne-Mieke Buijs  |

## Medaillenspiegel
| Platz | Land               | Gold | Silber | Bronze | Gesamt |
| ----- | ------------------ | ---- | ------ | ------ | ------ |
| 1     | Südkorea           | 9    | 2      | 1      | 12     |
| 2     | Chinesisch Taipeh  | 2    | 3      | 3      | 8      |
| 3     | Spanien            | 1    | 5      | 4      | 10     |
| 4     | Vereinigte Staaten | 1    | 2      | 7      | 10     |
| 5     | Türkei             | 1    | 1      | 2      | 4      |
| 6     | BR Deutschland     | 1    | -      | 3      | 4      |
| 7     | Niederlande        | 1    | -      | 1      | 2      |
| 8     | Mexiko             | -    | 2      | 1      | 3      |
| 9     | Indonesien         | -    | 1      | -      | 1      |
| 10    | Frankreich         | -    | -      | 2      | 2      |
| 11    | Australien         | -    | -      | 1      | 1      |
|       | Kanada             | -    | -      | 1      | 1      |
|       | Elfenbeinküste     | -    | -      | 1      | 1      |
|       | Dänemark           | -    | -      | 1      | 1      |
|       | Italien            | -    | -      | 1      | 1      |
|       | Jordanien          | -    | -      | 1      | 1      |
|       | Nepal              | -    | -      | 1      | 1      |
|       | Schweiz            | -    | -      | 1      | 1      |

## Quelle
- Ergebnisseite der WTF (englisch) (Abgerufen am 18. November 2010)